# Ceromya ontario
Ceromya ontario là một loài ruồi trong họ Tachinidae.